# 收敛半径
收敛半径是数学分析中与幂级数有关的概念。一个幂级数的收敛半径是一个非负的扩展实数（包括无穷大）。收敛半径表示幂级数收敛的范围。在收敛半径内的紧集上，幂级数对应的函数一致收敛，并且幂级数就是此函数展开得到的泰勒级数。但是，在收敛半径上幂级数的敛散性是不确定的。

## 定义
定义幂级数f 为：{\displaystyle f(z)=\sum _{n=0}^{\infty }c_{n}(z-a)^{n},}。其中常数a是收敛圆盘的中心，cn为第n个複系数，z为变量。
收敛半径r是一个非负的实数或无穷大（{\displaystyle \scriptstyle \infty }），使得在{\displaystyle |z-a|<r}时幂级数收敛，在{\displaystyle |z-a|>r}时幂级数发散。
具体来说，当z和a足够接近时，幂级数就会收敛，反之则可能发散。收敛半径就是收敛区域和发散区域的分界线。在 |z - a| = r的收敛圆上，幂级数的敛散性是不确定的：对某些z可能收敛，对其它的则发散。如果幂级数对所有复数z都收敛，那么说收敛半径是无穷大。

## 收敛半径的计算
根据达朗贝尔审敛法，收敛半径{\displaystyle R}满足：如果幂级数{\displaystyle \sum c_{n}z^{n}}满足{\displaystyle \lim _{n\to \infty }\left\vert {c_{n+1} \over c_{n}}\right\vert =\rho }，则：
| {\displaystyle \rho \neq 0}时，{\displaystyle R={1 \over \rho }}。 |
| {\displaystyle \rho =0}时，{\displaystyle R=+\infty }。            |
| {\displaystyle \rho =+\infty }时，{\displaystyle R=0}。            |
根据根值审敛法，则有柯西-阿达马公式：
{\displaystyle R=\liminf _{n\to \infty }\left|c_{n}\right|^{-{\frac {1}{n}}}}
或者{\displaystyle {\frac {1}{R}}=\limsup _{n\to \infty }\left|c_{n}\right|^{\frac {1}{n}}}。

## 复分析中的收敛半径
将一个收敛半径是正数的幂级数的变量取为复数，就可以定义一个全纯函数。收敛半径可以被如下定理刻画：
一个中心为a的幂级数f 的收敛半径R 等于a与离a 最近的幂级数无定义点的距离。到a 的距离严格小于R 的所有点组成的集合称为收敛圆盘。
最近点的取法是在整个复平面中，而不仅仅是在实轴上，即使中心和系数都是实数时也是如此。例如：函数
{\displaystyle f(z)={\frac {1}{1+z^{2}}}}
没有复根。它在零处的泰勒展开为：
{\displaystyle \sum _{n=0}^{\infty }(-1)^{n}z^{2n}}
运用达朗贝尔审敛法可以得到它的收敛半径为1。与此相应的，函数{\displaystyle f(z)}在±i存在奇点，其与原点0的距离是1。

### 简单的例子
三角函数中的反正切函数可以被表达成幂级数： 
{\displaystyle \arctan(z)=z-{\frac {z^{3}}{3}}+{\frac {z^{5}}{5}}-{\frac {z^{7}}{7}}+\cdots .}
运用审敛法可以知道收敛半径为1。

### 一个更复杂的例子
考虑如下幂级数展开：
{\displaystyle {\frac {z}{e^{z}-1}}=\sum _{n=0}^{\infty }{\frac {B_{n}}{n!}}z^{n}}
其中有理数Bn是所谓的伯努利数。对于上述幂级数，很难运用审敛法来计算收敛半径，但运用上面提到的复域中的准则就可以很快得到结果：当z=0时，函数没有奇性，因为是可去奇点。仅有的不可去奇点是其他使分母为零的取值，即使得
{\displaystyle e^{z}-1=0}
的复数z。设z = x + iy，那么
{\displaystyle e^{z}=e^{x}e^{iy}=e^{x}(\cos(y)+i\sin(y)),\,}
要使之等于1，则虚部必须为零。于是有{\displaystyle y=k\pi }，其中{\displaystyle k\in Z\ ,\ k\neq 0}。同时得到{\displaystyle x=0}。回代后发现{\displaystyle k}只能为偶数，于是使得分母为零的z为{\displaystyle 2k\pi i}的形式，其中{\displaystyle k\in Z\ ,\ k\neq 0}。
离原点最近距离为{\displaystyle 2\pi }，于是收敛半径为{\displaystyle 2\pi }。

## 收敛圆上的敛散性
如果幂级数在a附近可展，并且收敛半径为r，那么所有满足 |z − a| = r的点的集合（收敛圆盘的边界）是一个圆，称为收敛圆。幂级数在收敛圆上可能收敛也可能发散。即使幂级数在收敛圆上收敛，也不一定绝对收敛。

例1:函数ƒ(z) = (1 − z)−1在z = 0处展开的幂级数收敛半径为1，并在收敛圆上的所有点处发散。
例2:函数g(z) = ln(1 − z)在z = 0处展开的幂级数收敛半径为1，在z = 1处发散但除此之外，在收敛圆上所有其它点上都收敛。例1中的函数ƒ(z)是 -g(z)的复导数。
例3:幂级数
{\displaystyle \sum _{n=1}^{\infty }{\frac {1}{n^{2}}}z^{n}}
的收敛半径是1并在整个收敛圆上收敛。设h(z)是这个级数对应的函数，那么h(z)是例2中的g(z)除以z後的导数。h(z)是双对数函数。
例4:幂级数
{\displaystyle P(z)=\sum _{n=1}^{\infty }{\frac {(-1)^{n-1}}{2^{n}\cdot n}}(z^{2^{n-1}}+\cdots +z^{2^{n}-1})}
的收敛半径是1并在整个收敛圆上一致收敛，但是并不在收敛圆上绝对收敛。

## 收敛速率
将下列函数在x = 0处展开：
{\displaystyle f(x)=\sin x=\sum _{n=0}^{\infty }{\frac {(-1)^{n}}{(2n+1)!}}x^{2n+1}=x-{\frac {x^{3}}{3!}}+{\frac {x^{5}}{5!}}-\cdots \ \forall x}
可以看到收敛半径为{\displaystyle \scriptstyle \infty }，也就是说幂级数对所有的复数变量值收敛。但是，在实际操作中，人们常常更关心函数值的精确度。展开的项数和展开点与变量的取值都会影响结果的准确度。例如，要得到ƒ(0.1) = sin(0.1)的前5位有效数字，只需要计算级数的前两项。然而，在x = 1时，要得到相同的精确度，就要计算前5项。对于ƒ(10)，需要18项，对于ƒ(100)则需要141项。

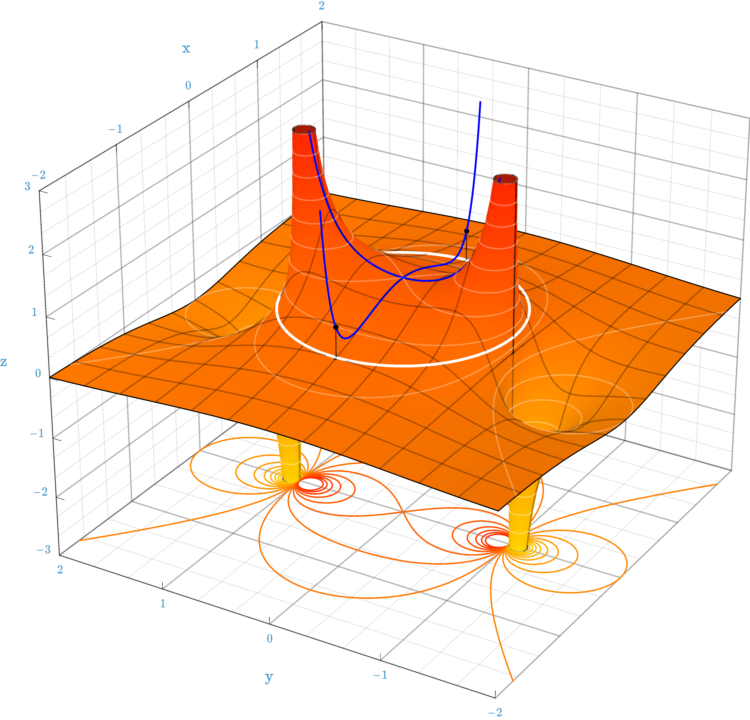
文中提及的曲线的图例：红、蓝线为逼近线，白圈为收敛圆。

可以看出，越靠近中心，收敛的速度就越快，反之则收敛速率降低。

## 图例
考虑亚纯函数{\displaystyle f(z)={\frac {1}{1+z^{2}}}}，对应的模长二元函数图像见右。函数在{\displaystyle z=\pm i}处有极点。
由于最近的奇点与原点距离为1，收敛半径为1。函数在z = 0处的泰勒级数收敛当且仅当 {\displaystyle |z|<1}。

## 狄利克雷级数的收敛度规
与收敛半径类似的一个概念是狄利克雷级数的收敛度规，也就是使得级数{\displaystyle \sum _{n=1}^{\infty }{a_{n} \over n^{s}}}收敛的最小的s，其只依赖于数列an。